# Amerykanoliberyjczycy
Amerykanoliberyjczycy (ang. Americo-Liberians) – potomkowie uwolnionych niewolników amerykańskich oraz karaibskich żyjący w Liberii. Ich grupa liczy 2,5% ludności państwa i stanowi wyższą warstwę społeczną.